# Aloestrela suzannae
Espèce
Classification APG III (2009)
Statut de conservation UICN

 EN  : En danger
Aloe suzannae est une espèce de plantes succulentes arborescentes du genre Aloe, endémique du sud de Madagascar,. C’est une espèce en danger critique d'extinction de la liste rouge de l'UICN. Son nom est dédié à Suzanne Decary, fille de Raymond Decary. Elle a légèrement changé de nom en épousant, en 2019, un nouveau genre Aloestrela suzannae (Decary) Molteno & Gideon F.Sm..

## Description
L'Aloe suzannae est un arbre pouvant atteindre 8 m de haut.
Ses longues feuilles tubulaires ont une texture relativement molle et caoutchouteuse, avec des extrémités arrondies, et peuvent prendre une couleur rose ou turquoise. Les feuilles peuvent atteindre 80-100 cm de long, avec des extrémités arrondies et des dents de couleur jaune placées en rosette (90-150 cm de large) au sommet de la tige. Chaque bord est muni d'une rangée d'épines jaunâtres cornées disposées irrégulièrement.

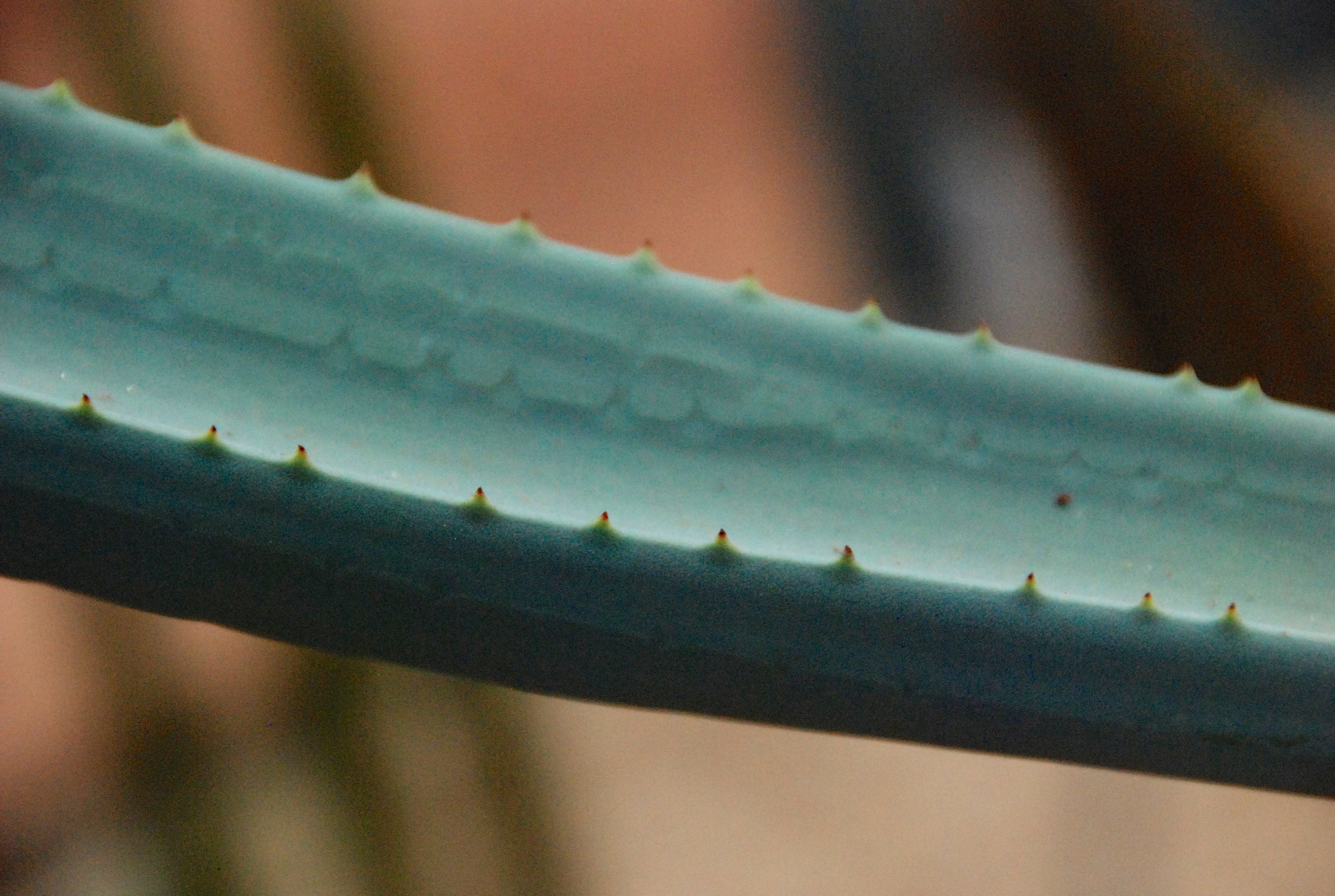
Détail de la feuille
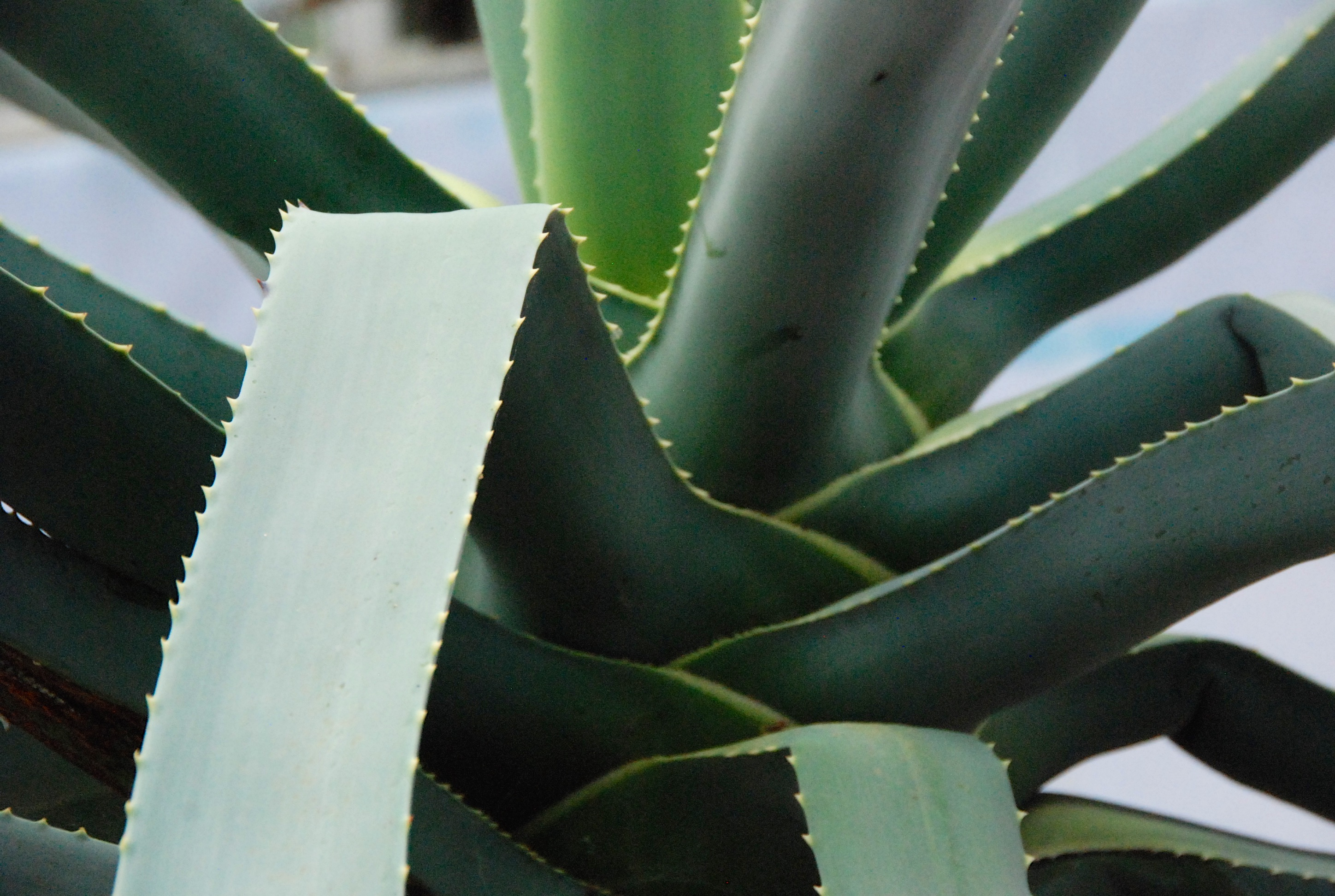
Feuilles tubulaires

En culture dans les serres du Conservatoire botanique national de Brest, elle fleurit très rarement, mais l'inflorescence est exceptionnellement longue et dure plus d'un mois. Ces inflorescences mesurent jusqu'à 3 mètres de haut. Elle produit plusieurs centaines de fleurs tirant sur le jaune ou le rose. Caractéristique unique dans le genre Aloe qui fut observée par G. W. Reynolds en 1958, les fleurs sont nocturnes, vraisemblablement pollinisées par les animaux nocturnes tels que les chauves-souris et les petits lémuriens.
Les fruits s'ouvrent généralement en trois parties, afin d'en libérer les graines. Bien que des milliers de graines soient produites, et que celles-ci germent facilement en culture, seuls quelques jeunes individus poussent dans la nature. Les fleurs sont odorantes.
Le tronc atteint un diamètre de 20 centimètres et une hauteur de plus de 3 mètres (allant parfois jusqu'à 8 mètres) mais il ne possède pas de branches, parfois une seule et rarement plus.

## Biologie
Cette espèce a une croissance extrêmement lente, mais devient finalement grande et arborescente. Comme des semis datant de 3 ou 4 ans ne dépassent pas 10 cm de hauteur, l'âge estimé des plus grands spécimens pourrait dépasser un siècle. La floraison irrégulière débute en juillet.

## Distribution et habitat
Cet aloès est endémique de Madagascar, présent dans l'extrême sud et sud-ouest de l'île (région d'Ambovombe, vallée de la Mandrare, nord d'Amboasary, sud d'Itampolo).

Il y pousse dans un sol sableux, près des côtes ou parmi les rochers.

## Menaces et protection
Les Jardins botaniques royaux de Kew ont lancé une initiative collaborative, the Madagascar Aloe Conservation Project, visant à la sauvegarde d'Aloe suzannae et Aloe helenae, toutes deux en danger critique d'extinction.
Cette espèce est également cultivée dans les serres tropicales n°3 correspondant au climat zones tropicales sèches du Conservatoire botanique national de Brest et elle est cultivée dans plus d'une trentaine de jardins dans le monde.